# Daniel Rubisoier
Daniel Rubisoier (* 30. August 1982) ist ein österreichischer Mountainbikefahrer.

## Karriere
Daniel Rubisoier wurde 2003 in Mieders Tiroler Marathon-Meister in der Elite. 2004 erlangte er den österreichischen Meistertitel im Mountainbike-Marathon in der U23-Klasse. Zwei Jahre darauf, im Jahr 2006 wurde er erneut Tiroler Marathon-Meister in der Elite.
2008 qualifizierte er sich für die Mountainbike-Marathon-Weltmeisterschaften in Villabassa, Italien und beendete das Rennen mit dem 47. Platz.
2010 holte er sich zum dritten Mal den Tiroler-Meistertitel und qualifizierte sich für die MTB-Marathon WM 2010, wo er verletzungsbedingt nicht starten konnte.
Beim Ötztaler Radmarathon wurde er 2010 bester Österreicher.
2011 konnte er sich zum vierten Mal den Titel Tiroler Marathon-Meister in der Elite sichern.
2012 gewann Rubisoier das (laut Veranstalter) härteste Eintagesrennen der Welt, das Race across the Alps mit über einer Stunde Vorsprung und war somit der erste Tiroler der dieser Rennen für sich entscheiden konnte. Auch konnte sich Daniel Rubisoier 2012 zum dritten Mal in Folge den Tiroler Meistertitel im MTB-Marathon holen. 2013 konnte Daniel zum zweiten Mal in Folge das RATA gewinnen. 2014 konnte Daniel zum dritten Mal in Folge das RATA gewinnen. Beim Ötztaler Radmarathon 2015 wurde er mit einer Zeit von 7:14 Stunden bester Österreicher. 2016 konnte Daniel die zwei Klassiker den SuperGiroDolomiti und den Dreiländergiro gewinnen. Bei der Salzkammergut Trophy 2016 gelang es Daniel mit den 2. Gesamtplatz zum zweiten Mal auf der Strecke A (211 Kilometer und 7110 Höhenmeter) das Rennen auf dem Podium zu beenden. Den Ötztaler Radmarathon 2016 konnte er in neuer persönlichen Rekordzeit von 7:07 Stunden finishen.

## Erfolge
2016
- Dreiländergiro
- SuperGiroDolomiti

2014
- Race across the Alps

2013
- Race across the Alps

2012
- Race across the Alps